# Keirrison
Keirrison de Souza Carneiro (né le 3 décembre 1988, à Dourados, Mato Grosso do Sul, Brésil), plus connu sous le nom de Keirrison, est un footballeur brésilien.

## Biographie
Keirrison est sacré meilleur buteur du Championnat du Brésil de football en 2008 avec 20 buts avec le Coritiba FC. Il décide ensuite de rejoindre SE Palmeiras (en dépit de nombreuses sollicitations venant notamment de clubs comme l'Olympique lyonnais en Europe) pour jouer la Copa Libertadores. Dans cette compétition, son équipe échoue en quarts de finale en 2009.
Le 23 juillet 2009, il signe un contrat de cinq ans au FC Barcelone pour un montant de 14 millions d'euros + 2 millions d'euros de bonus selon les résultats sportifs du joueur. Il est ensuite prêté pour l'exercice 2009-2010 au SL Benfica pour une saison plus une deuxième en option.
Le 31 janvier 2010, il est prêté 18 mois à l'ACF Fiorentina, alors qu'il fréquentait plus souvent le banc de touche que la pelouse à Lisbonne.
Ne faisant toujours pas partie des plans de l'entraîneur Pep Guardiola, il est prêté une nouvelle fois par le FC Barcelone au Santos FC en juillet 2010 pour une saison, ce qui lui permet de retourner dans son pays natal.
Dès son retour de Santos, Keirrison s'entraîne avec l'équipe réserve de Barcelone en attendant de savoir s'il intégrera l'équipe professionnelle ou non. Finalement avec un effectif déjà complet et ne répondant toujours pas aux exigences de Pep Guardiola, l'attaquant brésilien s'engage en août 2011 pour une durée de 6 mois sous forme de prêt en faveur du club Cruzeiro.
Le 23 mars 2012, il est de nouveau prêté par le FC Barcelone au Coritiba FC pour deux ans, son club formateur.
En juin 2014, son contrat avec le FC Barcelone se termine sans qu'il ait joué un seul match avec le club catalan.
En mars 2016, il signe un contrat d'un an avec le club de Londrina.

## Carrière
- 2007 - 2009 :  Coritiba FC
- Jan 2009 - juil. 2009 :  SE Palmeiras
- 2009-2014 :  FC Barcelone
  - juil 2009 - déc 2009 :  SL Benfica (prêt)
  - jan 2010 - juin 2010 :  ACF Fiorentina (prêt)
  - 2010 - 2011 :  Santos FC (prêt)
  - 2011 - mars 2012 :  Cruzeiro EC (prêt)
  - mars 2012 - 2014 :  Coritiba FC (prêt)
- 2014 - 2015 :  Coritiba FC
- mars 2016-déc. 2016 :  Londrina EC
- jan. 2017-2017 :  FC Arouca
- 2017-déc. 2017 :  Coritiba FC
- jan. 2018- 26 octobre 2020 :  Londrina EC

## Palmarès

### Coritiba FC
- Vainqueur de la Segunda Divisão do Brasil (D2 brésilienne) en 2008
- Vainqueur du Championnat du Paraná en 2007, 2012 et 2013

### Benfica
- Champion du  Portugal en 2010

### Santos FC
- Vainqueur du Championnat de São Paulo en 2011
- Vainqueur de la Copa Libertadores en 2011